# Aegires palensis
Aegires palensis är en snäckart som beskrevs av Ortea, Luque och Templado 1990. Aegires palensis ingår i släktet Aegires och familjen Aegiridae. Inga underarter finns listade i Catalogue of Life.